# جوناثان هريس
جوناثان هريس هو لاعب كرة قدم بلجيكي في مركز الوسط، ولد في 3 سبتمبر 1990 في مدينة بروكسل في بلجيكا. لعب مع بوشكاش أكاديميا وستاندارد لييج ونادي أويبست ونادي بروكسل ونادي يوبين.

## وصلات خارجية
- جوناثان هريس على موقع قاعدة بيانات كرة القدم.إي يو (الإنجليزية)
- جوناثان هريس على موقع Soccerway.com (الإنجليزية)
- جوناثان هريس على موقع عالم كرة القدم.نت (الإنجليزية)